# ادبیات میانه ایران
ادبیات میانه به آثاری که به زبان‌های ایرانی از زمان اشکانیان تا اوایل دوران اسلامی ثبت شده‌اند، گفته می‌شود.

## پهلوی

### رسالات در آئین کشورداری
در متون عربی سده‌های نخستین دوران اسلامی زیر عنوان عهدها، وصایا، کارنامج، نامه‌ها و توقیعات مطالبی، گاه مفصل و گاه مختصر، نقل شده‌است که آن‌ها را باید از زمره اندرزنامه‌های سیاسی با آئین کشورداری به‌شمار آورد. از همین گونه‌اند آئین‌نامه‌های و تاج‌نامه‌ها که از نظر تأثیری که در ادب دوران اسلامی داشته‌اند، مهم به‌شمار می‌آیند و مطالعه آن‌ها ما را با وضع سیاسی و اجتماعی دوران ساسانی بهتر آشنا می‌کند. اصل پهلوی هیچ‌یک از این آثار به جا نمانده‌است و اکنون ترجمه عربی و گاه فارسی آن‌ها را در دست داریم.

#### عهدها و وصیت‌ها
در متون عربی و فارسی سده‌های نخستین دوران اسلامی از عهدها و وصیت‌های برخی از شاهان ساسانی یاد شده و گه‌گاه، بخش‌هایی از آن‌ها نقل گردیده‌است. عهدها و وصیت‌ها یا دستورعمل‌های شاهانه در مورد اداره مملکت خطاب به جانشین یا جانشینان بعدی یا بزرگان و عمال خویش است و در آغاز آن‌ها آمده‌است که این مطلب در پایان سلطنت شاهان، غالباً پیش از مرگ آنها، گفته یا نوشته شده‌است و می‌توان آن‌ها را وصیت‌نامه‌های سیاسی به‌شمار آورد. نمونه‌ای از این‌گونه ادبیات در زبان پهلوی، اندرز خسرو قبادان (خسرو انوشیروان) است. از عهدها و وصایای شاهان در کتاب‌های تاریخ و ادب عربی و فارسی، گاه به تفضیل و گاه به اختصار، نقل شده‌است.

##### اندرزهای اردشیر بابکان
از میان شاه‌های ساسانی، به دو تن، یکی اردشیر بابکان و دیگری انوشیروان، بیش از شاه‌های دیگر اندرز و کلمات حکیمانه نسبت داده شده و در اغلب کتاب‌های ادب و تاریخ عربی و از آنجا، در کتاب‌های اخلاق و تاریخ فارسی، این‌گونه آثار از آنان نقل گردیده‌است. از اهم آثار منسوب به اردشیر، «عهد» اوست.

##### عهد اردشیر
عهد اردشیر رساله‌ای است متضمن وصایای سیاسی اردشیر به شاه‌های ایرانی که پس از او به پادشاهی می‌رسند و در آن اندرزهایی را آورده که به کار بستن آنها، به زعم او، در اداره مملکت لازم است.
ابن ندیم یک بار از کتابی به نام کتاب عهد اردشیر یاد می‌کند که آن را احمد بن یحیی بن جابر البلاذری (د ۲۷۹ ه‍. ق)، یکی از مترجمان فارسی (=پهلوی) به شعر عربی گرد آورده بود. بار دیگر در فصل مربوط به کتاب‌های ایرانیان و رومیان و هندیان و عربان در مواعظ و آداب و حکم کتابی را به نام عهد اردشیر بابکان الی ابنه سابور ذکر می‌کند و چنین می‌نماید که منظور او کتابی دیگر است.
اصل پهلوی متن عهد اردشیر از میان رفته، اما چند نسخه از ترجمه عربی آن در دست است:
1. متنی که در کتاب الغره آمده که احتمالاً در نیمه دوم قرن چهارم تألیف شده و مؤلف آن معلوم نیست. این نسخه در سال ۵۸۴ هجری استنساخ شده‌است.[۶]
2. متنی که در تجارب الامم ابن مسکویه آمده‌است.[۷]
3. متنی که در مجموعه متعلق به کتابخانه کوپرولو (شماره ۱۶۰۸) آمده و احتمالاً در آغاز قرن یازدهم هجری از روی نسخه‌ای از قرن ششم استنتاخ شده‌است.[۸]
4. متنی که آن را آبی آورده‌است.[۹]

علاوه بر این متن کامل، خلاصه‌ای از آن نیز با عنوان «منتخب من عهد اردشیر بن بابک» در دست است.
در دوره اسلامی عهد اردشیر از معروفیت برخوردار بوده و در بسیاری از کتاب‌های تاریخ و ادب از آن یاد شده‌است. مسعودی از آن یاد کرده و عبارتی از آن را دربارهٔ هزاره آخر آورده‌است. در مجمل التواریخ و فارسنامه نیز نام آن ذکر گردیده و در کتاب اخیر در مورد انوشیروان آمده‌است که «عهود اردشیر بن بابک پیش نهاد و وصیت‌های او را که در آن عهود است به کار بست.» همین مطلب را طبری و ثعالبی نیز آورده‌اند. جاحظ عهد اردشیر را همراه با «امثال بزرگمهر» آورده‌است و می‌نویسد که دبیران (=کُتاب) از آن‌ها استفاده می‌کرده‌اند. ابوالعباس مبرد (د ۲۸۶ه) می‌نویسند مأمون دستور داده بود که معلم فرزندش الواثق بالله کتاب خدا را بدو یاد دهد و عهد اردشیر را بر او بخواند و او را وادار به حفظ کلیله و دمنه کند.

##### عهد اردشیر به پسرش شاپور
ابن ندیم از رساله‌ای با عنوان عهد اردشیر بابکان الی ابنه سابور، در ضمن کتب مواعظ و آداب و حکم، نام می‌برد. احتمالاً این همان متن کوتاهی است که با عنوان نسخه عهد اردشیر الی ابنه سابور در کتاب نهایة الأرب منسوب به اصمعی آمده‌است. این متن را ظاهراً ابن مقفع یا به احتمال بیشتر مؤلف سیر الملوکی که مآخذ نهایة الأرب بوده، از روی ترجمه عربی عهد اردشیر انتخاب کرده و مطالبی را بر آن از جاهای دیگر افزوده‌است. ابن قتیبه مطلبی را از اردشیر خطاب به پسرش، به نقل از «کتابٌ من کُتُب العجم»، آورده‌است که آن را در این عهد می‌یابیم.
ابن ندیم از کتابی به نام سیرت اردشیر یاد کرده‌است که آبان لاحقی آن را به شعر درآورده است. ظاهراً همین اثر که گردیزی از آن چنین یاد کرده‌است: «و (اردشیر) کتابی تألیف گردانید اندر پند و سیاست و آن را کارنامه نام کرد.» و ظاهراً این کتاب بجز کارنامه اردشیر بابکان به پهلوی است که اکنون در دست داریم.

##### رساله اردشیر در آئین کشورداری
رساله‌ای نیز منسوب به اردشیر در قواعد کشورداری به ترجمه عربی در کتاب نهایة الارب آمده‌است و در آن دربارهٔ جنگجویان (اساوره)، دبیران (کُتاب)، داورها (قُضاة، لشکرکشی (بعوث و ثغور)، پذیرش سفیر (فی قدوم الوفود علیه من قبل الملوک)، ساختن شهرها (بناء المُدُن)، تدبیر او دربارهٔ خاندان‌های اشراف (تدبیره فی اهل بیوتات الشرف)، دادخواهی (مظالم) و آبادانی سرزمین‌ها (تدبیره عمارة الأرضین) بحث شده‌است. ترجمه فارسی این رساله در ترجمه نهایة الارب به نام تجارب الامم و نیز در شاهنامه فردوسی آمده‌است. نمی‌دانیم که این رساله مستقیماً از پهلوی ترجمه شده‌است یا نه. گریناسکی بر آن است که مؤلفی عربی‌نویس آن را از جاهای گوناگون گردآورده است. وی برای اثبات نظر خود قرائنی را ذکر می‌کند که حاکی از نفوذ قواعد اسلامی در آن است، از جمله این که در این رساله آمده‌است که یک پنجم از غنائم جنگی خاص شاه است. اما از آنجا که این متن در شاهنامه آمده‌است، احتمالاً در خدای‌نامه نیز وجود داشته‌است و مطالبی موافق با قواعد اسلامی در ترجمه بدان افزوده شده‌است.

##### عهد شاپور و پسرش هرمز
یکی دیگر از عهدهای ساسانی عهد شاپور اول به پسرش هرمز است که ترجمه بخش‌هایی از آن در چند کتاب عربی آمده‌است. طبری فقط نامی از آن برده‌است. مسعودی جمله اخلاقی کوتاهی از آن آورده‌است. ثعالبی آن را عهد مفصلی (عهداً طویلاً) توصیف کرده و گزیده‌هایی از آن را نقل کرده‌است که شامل این موضوعات است: روش درست دریافت مالیات، روش بخشش کردن و پاداش دادن شاه؛ لزوم برگماشتن مراقبان و جاسوسان در میان مردم از خویشان و نزدیکان و همسایگان خود آنها. جهشیاری نیز دو بخش از آن را آورده و آبی نیز عیناً آن‌ها را تکرار کرده‌است:
1. دربارهٔ چگونگی رفتار شاه با وزیر و مقام و منزلتش نزد وی.[۱۶]
2. دربارهٔ اجرای عدالت و وصول مالیت؛ دربارهٔ شرایط دبیر شایسته مخصوصاً کسی که متصدی.[۱۷]

دریافت مالیات است؛ پرهیز از گماشتن فرماندهان سپاه (قادة جند) به کار مالیت؛ تحقیق در رفتار و کردار کارگزاران مالیاتی (عُمال الخراج) و تعیین بازرسانی بدین منظور، و ممانعت از این که کسی ملک خود را برای پرداخت مالیات کمتر در حمایت یکی از خواص و نزدیکان شاه گذارد.
مفصلترین نقل قول از این عهد، یا وصیت را عامری آورده‌است و در چند مورد آن‌ها را به نقل از خدای‌نامه آمده بوده‌است. جمع‌آوری و مطالعه این قطعات نکاتی را از آیی کشورداری ساسانی روشن می‌کند. نصایح منقول همه دربارهٔ اداره مملکت است: دربارهٔ جبران خطا، دربارهٔ برگماشتن جاسوسان و بازرسان مخفی و بزرگان کشور دربارهٔ اینکه نباید سران لشکر (قائد) کسی را به رأی خود تنبیه کنند. در مورد اینکه به نواحی هم‌مرز با دشمن باید توجه بیشتری کرد؛ دربارهٔ لزوم حزم و احتیاط در امر مالیات؛ دربارهٔ رذائلی که موجب فساد احوال می‌شود؛ امنیت برای عامه مردم؛ دربارهٔ احسان، دربارهٔ رذائلی که موجب ناآبادانی و فقر می‌گردد؛ دربارهٔ چگونگی گماردن روسا و سران بر لشکر؛ دربارهٔ مشورت، دربارهٔ شرایط وزیر، مشورت با وزیر، خطای وزیر، دربارهٔ لزوم داشتن وزیر و دربارهٔ چگونگی انتخاب کارگزاران.

##### عهد قباد
عهد کوچکی از قباد به پسرش خسرو انوشیروان در نهایةالارب در پایان وقایع دوران قباد آمده‌است. قباد این عهد را به قاضی القضاة (احتمالاً موبدان موبد) سپرد و از او خواست که آن‌ها را پس از به سلطنت رسیدن انوشیروان در حضور مردم بخواند. این عهد متضمن مطالب اخلاقی است.

##### عهد انوشیروان
ابن ندیم از سه عهدنامه (کتاب عهد) منسوب به انوشیروان نام می‌برد:
1. عهد خسرو (انشویروان) به پسرش هرمز مشتمل بر پندهای او به پسرش هرمز در هنگام واگذاری سلطنت به او و پاسخ هرمز به او.[۲۱]
2. عهد خسرو به هر که از میان خانواده او درخور تعلیم و تربیت بود.[۲۲]
3. «عهد خسرو انوشروان به پسرش». این عهد «مجموعه بلاغت» نامیده می‌شود.[۲۳]

آبی کلمات قصاری از وصیت‌های کسری (ظاهراً خسرو انوشیروان) و لطیفه‌ای از او را نقل کرده‌است. به وصایای این پادشاه به پسرش هرمز در مجمل التواریخ و اخبارالطوال اشاره رفته، ولی از آن نقل قولی نشده‌است. احتمال دارد هر سه عهد مذکور در حقیقت یک عهد بوده‌است و نویسندگان مختلف از ترجمه عربی آن استفاده برده و هر کدام برای آن عنوان خاصی قائل شده‌اند. ابن مسکویه نیز وصیت بزرگمهر را به خسرو انوشیروان نقل کرده‌است.

##### کارنامه انوشیروان
ابن ندیم از زمره کتاب‌های ترجمه شده از پهلوی به عربی که موضوع آن‌ها شرح زندگانی (سیَر) و داستان‌های واقعی (اَسمار الصحیحه) است، از کتابی به نام الکانامج فی سیرة فی انوشروان نام برده، اما مترجم آن را ذکر نکرده‌است. همین نویسنده، در جایی دیگر، از کتابی به نام سیرة انوشروان، که ابن مقفع آن را به عربی برگردانیده است. احتمال می‌رود که هر دو کتاب یکی بوده و عنوان دوم خلاصه شده عنوان اول باشد؛ بنابراین، مترجم کارنامج نیز به احتمال قوی همان ابن مقفع بوده‌است. متن پهلوی این رساله در دست نیست، اما ترجمه عربی آن را ابن مسکویه با عنوان «ذکر قطعة من سیرة انوشروان و سیاساته» نقل کرده‌است. متن منقول ابن مسکوییه با این حمله آغاز می‌گردد: «در آنچه انوشروان دربارهٔ زندگی خویش نوشته‌است، خواندم». این رساله، که مطالب آن به روایت اول شخص یعنی خود انوشیروان یعنی خود انوشیروان»، این رساله، که مطالب آن به روایت اول شخص یعنی خود انوشیروان نقل شده، دارای دوازه بخش یا فصل است که هر کدام با جمله «و قال انوشروان» آغاز می‌گردد. کارنامه انوشروان را باید سرگذشت نامه سیاسی این شاه به‌شمار آورد.
در بخش اول، انوشیروان ماجرایی را دربارهٔ توطئه‌ای که گروهی برای قتل او چیده بودند، شرح می‌دهد و توطئه کنندگان را بدعت گزاران در دین معرفی می‌کند و فرمان به کشتن آن‌ها می‌دهد. بنابراین روایت، آن‌ها مدعی داشتن کتاب‌ها و الهام ایزدی (کلام) بوده‌اند. در بخش دوم، شاه به اختصار ملاقات خویش را با رهبر این فرقه، که شجاعانه عقاید خود را در برابر همگان ابراز می‌کرد و حتی قتل شاه را واجب می‌شمرد، شرح می‌دهد. دربارهٔ این فرقه و عقایدشان اطلاع بیشتری در دست نیست، به هر صورت بعید می‌نماید که مزدکیان منظور او بوده باشند.
بخش سوم و چهارم دربارهٔ سیاست انوشروان است. نخست ذکری از بخش ش خود به اهالی سرزمین‌هایی که از روم گرفته بود، به میان می‌آورد. سپس می‌گوید که دستور داده بود که در هر ناحیه‌ای معتمدانی تعیین شوند و قاضی هر ناحیه بر امر مالیات نظارت داشته باشد تا عامل یا والی نتواند بیش از حد مقرر مالیات بستاند و دستور داد که پرداخت مالیات در حضور قاضی ناحیه باشد و به پرداخت‌کننده رسید داده شود و محاسبات را قاضی و دبیر ناحیه (کاتب الحوزه) و معتمد و کارگزار (والی یا عامل) به دیوان شاه عرضه دارند.
در بخش پنجم، به منتقدان به دینی غیر از زرتشتی اشاره می‌کند: بنا به گزارش موبدان موبد، بعضی از اشراف پایتخت و شهرهای دیگر دینی مخالف دین پیامبر (=زرتشت) و علمای دینی شاه دارند و در پنهانی تبلیغ می‌کنند و مردم را بدان می‌خوانند. انوشیروان این گروه را به نزد خود می‌خواند و با ایشان مباحثه می‌کند تا به حقیقت پی ببرند و بدان معترف شوند. آنگاه دستور می‌دهد که آن‌ها و هم کیشانشان را از پایتخت و شهرها و مملکت دور دارند. احتمال دارد که منظور از این فرقه، مسیحیان نسطوری باشند.
در بخش ششم، دربارهٔ مذاکره و اتحاد با قبایل ترک ناحیه شمال است و احتمالاً هون‌ها منظور بوده‌اند. انوشیروان راهی باب صول (= دربند قفقاز) می‌شود تا ضمناً به شاهان دست نشان‌دهنده خود در آن ناحیه قوت قلبی بخشد. وی از مرمت شهرها و بناهای دره‌های تازه در ناحیه سخن می‌راند. در آنجا خاقان خزر، از بیم، بدو اظهار اطاعت می‌کند و یکی از سرداران خاقان که چنین می‌بیند، او را ترک می‌گوید و به همراه دو هزار نفر از کسانش به انوشیروان می‌پیوندد و شاه برای آنان مقرری تعییم می‌کند و دستور می‌دهد دژی برایشان ساخته شود. در پایان این بخش، انوشیروان از کارهای عمرانی خود در ناحیه سخن می‌گوید.
در بخش هفتم، انوشیروان از کارهای خود در بیست و هشتمین سال پادشاهی اش (۵۵۹ م) سخن می‌گوید: دستور می‌دهد که موبدان نواحی گوناگون در مورد شکایات مردم برای او گزارشی تهیه کنند. سپس فرمان عرض سپاه می‌دهد، بدین ترتیب که آنانی را که در پایتخت بودند، خود او سان ببیند و آنانی که در نواحی دیگر بودند، سپاه‌سالار (=قائد)، فرماندهان چهارگانه مملکت (=پادوسبان)، قاضی (=رَد) و معتمدشان سان ببینند.
برای رسیدگی به شکایات مالیات دهندگان، دستور می‌دهد که اشخاصی که به درستی و امانت و پرهیزکاری معروف اند، به نواحی گوناگون گسیل شوند و مالیات دهندگان در برابر قائد (احتمالاً عامل خراج) و قاضی و دبیر و معتمد شاه گردآیند و بازرس‌های اعزامی به کار آنان رسیدگی کنند و به حل اختلافات بپردازند و موارد را به شاه گزارش کنند. انوشیروان تأکید می‌کند که اگر امور مربوط به دشمنان خارجی و پاسداری از مرزها نبود و اگر بیم تحمیل مخارج بر اهالی وجود نداشت، شخصاً برای رسیدگی به امور مالیاتی به نواحی گوناگون سفر می‌کرد. اهمیت موضوع خراج و مالیات در نظر انوشیروان از منابع دیگر نیز تأیید می‌گردد.
بخش هشتم مربوط به رسیسدگی به کار معتمدانی است که برای رسیدگی به امر مالیات‌ها مأمور شده بودند و در کار خود آنگونه که می‌بایسته بود، نکوشیده بودند. شاه قاضی هر ناحیه را مأمور می‌کند تا بدون اطلاع عامل (احتمالاً مأمور خراج) و سران ناحیه، اهالی را گرد آورد و به وضع آن‌ها رسیدگی کند و گزارش تهیه کند و مُهر خود و مُهر رضایت اهالی را بر آن بزند و آن را به نزد شاه بفرستد و همراه با آن نماینده ای از اهالی را نیز گسیل دارد و در صورت درخواست رعایا، بعضی از مردم دون پایه نیز همراه آن‌ها باشند. شاه در حضور این فرستادگان و بزرگان و اشراف به این گزارش‌ها رسیدگی می‌کند و در مواردی که شکایت از یکی از رعایا علیه کارگزاران شاه یا کارگزاران زنان و خانواده شاه بود، حق را به آن رعیت داده‌است. به هر شکایتی که مردم از یکدیگر داشتند، رسیدگی می‌کرد و اگر موردی بود که احتیاج به گواهان و قاضی محل بود، معتمدی از دبیران و معتمدی از روحانیون و معتمدی از اطرافیان خود را مأمور رسیدگی می‌کرد.
در بخش نهم، سخن از پیمان شاه با چهار دسته از ترکان ناحیه خزر در سی و هفتمین سال سلطنت (۵۶۸ م) است. این‌ها از کارهای بد گذشته خود در دوران قباد و پیروز درخواست بخشایش کردند. شاه به سبب نیاز به کمک آن‌ها و نیز از ترس اینکه مبادا با قیصر همدست شوند، تقاضای آن‌ها را پذیرفت و برای دیدار آن‌ها راهی آذربایجان شد.
در بخش دهم، آمده‌است که خاقان بزرگ (احتمالاً ایستمی یَبغو خاقان) در نامه‌ای به انوشیروان از عهدشکنی‌های خود اظهار ندامت کرده و قول داده‌است که با قیصر دوستی نداشته باشد. پاسخ انوشیروان بدو این بود که از دوسی وی با قیصر بیم ندارد. سپس از روی احتیاط، دستور می‌دهد که شهرها و دژهای مشرق از لحاظ استحکامات ترمیم شوند و آذوقه و علوفه مورد نیاز سپاه گردآوری شود و سپاه به حال آماده باش درآید. این اتفاق احتمالاً مربوط به سال ۵۷۱ یا ۵۷۲ میلادی است.
در بخش دوازدهم، انوشیروان آورده‌است که وی به روش‌های حکومتی اقوام دیگر مانند رومیان و هندیان توجه داشته و آنچه را خوب دیده، پذیرفته و کارهای بد آن‌ها را کنار گذاشته‌است. نسبت به پیروان مذاهب دیگر و اقوام خارجی تسامح و تساهل روا داشته و کسی را به کاری که موافق دین و آئینش نبوده، وادار نکرده‌است. این ادعا نیز از منابع دیگر تأیید می‌گردد.
کارنامه انوشیروان در میان نویسندگان دوران اسلامی مشهور بوده‌است. ابن بلخی در مورد انوشیروان می‌نویسد: «و شرح مآثر و مناقب او دراز است و بر آن کتابی معروف هست، اما در این کتاب اندک مایه از اصول آن گفته آید.» و در جای دیگر می‌آورد: «و در آثار او کتابی تصنیف کرده‌اند و او را خود تصنیفات و وصایاست که تأمل آن سخت مفید باشد.»

##### شاهینی
جاحظ از کتابی از انوشیروان با عنوان شاهینی نام می‌برد و قطعه‌ای از آن ار در مورد خصوصیات اخلاقی لازم برای مأموری که اجازه داشته‌است هرگاه لازم بوده به حضور شاه برسد، ذکر کرده‌است. همین نویسنده، به دنبال آن، عبارتی را نیز از همین کتاب در مورد خصوصیات اخلاقی لازم برای پرده‌دار عامه آورده‌است. از این عبارت بر می‌آید که این کتاب مربوط به کشورداری بوده‌است.

### نامه‌های سیاسی
در کتاب‌های عربی و فارسی نامه‌هایی از شاهان ساسانی یا بخش‌هایی از آن‌ها نقل شده‌است. این آثار متضمن دستورالعمل‌ها و خط مشی و سیاست این شاهان است و باید آن‌ها را از زمره آثار مربوط به کشورداری به‌شمار آورد.

#### نامه‌های اردشیر
مسعودی بخش‌هایی از نامه‌های اردشیر را به خواص و عمال خود، و جهشیاری بخش‌هایی از نامه این شاه را خطاب به وزرایش نقل کرده‌است. مهم‌ترین نامه منسوب به دوران اردشیر «نامه تنسر» است.

#### نامه تنسر
رساله کوچکی است که آن را ابن مقفع از پهلوی به عربی ترجمه کرده بود، اکنون اصل پهلوی و ترجمه عربی آن در دست نیست. در اوایل قرن هفتم هجری متن عربی این نامه را ابن اسفندیار به فارسی ترجمه کرده و آن را در تاریخ طبرستان خود گنجانیده‌است. از مقدمه این ترجمه فارسی معلوم می‌گردد که ترجمه ابن مقفع بر روایت بهرام پسر خورزاد بوده که از هویت او خبری نداریم. به نظر می‌رسد که وی تدوین‌کننده یا کاتب اصل پهلوی این نامه بوده‌است.
این نامه را تنسر (صورت درست‌تر آن توسر)، هیربدان هیربد اردشیر در پاسخ گشنسپ، شاه طبرستان و پدشخوارگر و گیلان و دیلمان و رویان و دماوند، نوشته‌است. وی ظاهراً به بعضی از اقدامات اردشیر به دیده انتقاد می‌نگریسته و در نامه‌ای به تنسر از او خواسته‌است که دلیل چنین اقداماتی برای او بیان گردد.
نامه با مقدمه ای آغاز می‌شود که به نظر می‌رسد از تدوین‌کننده تحریر پهلوی این نامه بوده‌است. در این مقدمه از ظهور اسکند و مرگ دارا و تقسیم ایران به شاهان محلی (ملوک الطوایف) و سرانجام ظهور اردشیر و غلبه او بر ۹۰ تن از این شاهان، از جمله اردوان آخرین پادشاه اشکانی، سخن رفته‌است. سپس آمده‌است که اردشیر گُشنسپ، شاه طبرستان، را که پس از اردوان از همه نیرومندتر بود به سبب وطن‌دوستی و هواخواهیش از شاهان پارس، بر فرمان‌روایی آن نواحی ابقا کرد.
پس از آن، متن نامه آغاز می‌گردد. در ابتدا، همانند نامه نگاری‌های زمان ساسانی، نام فرستند که مقام برتری داشته ذکر می‌گردد و سپس نام مخاطب نامه می‌آید. نامه را برحسب موضوعاتی که فرستند مطرح کرده و ایراداتی که وارد آورده‌است، می‌توان به ۱۷ بند تقسیم کرد.
بند یک خاص تعارفات معمول است. در بند ۲ تنسر به استناد این سخن گشنسپ که نوشته بود: «تو در نزد پدر من مقام و منزلتی خاص داشتی و در مصالح امور مملکت اطاعت تو را می‌کرد، می‌نویسد که وی بیش از هر کسی به فرزندان گشنسپ نزدیک است و از وی می‌خواهد که برای اظهار اطاعت به درگاه شاه آید، زیرا روش اردشیر آن است که شاهانی را که بدو اظهار اطاعت و انقیاد کنند، بر مقام خود باقی گذارد. همچنان که با قابوس شاه کردمان رفتار کر د. از بند ۳ در واقع پاسخ به اعتراضات گَشنسپ شروع می‌شود.

#### نامه‌های انوشیروان
خسرو انوشیروان پس از رسیدن به سلطنت به چهار پادوسبان چهار ناحیه کشور نامه‌هایی نوشت. طبری ترجمه عربی نامه او را به پادوسبان آذربایجان و آبی جمله از نامه او را به مرزبانان خراسان نقل کرده‌اند. ابن ندیم در فهرست کتاب‌های مواعظ و آداب و حکم ایرانیان از کتابی با عنوان «کتاب خسرو به سران کشور دربارهٔ سپاسگزاری» یاد می‌کند. راغب اصفهانی و طرطوشی بخشی از نامه قیصر و پاسخ کسری (ظاهراً خسرو انوشیروان) را نقل کرده‌اند که در آن قیصر از خسرو در مورد چگونگی چهار چیز سؤال کرده و خسرو به آن‌ها پاسخ گفته‌است. شاید اشاره به کتابی باشد که ابن ندیم عنوان آن را چنین یاد کرده‌است: «کتاب دربارهٔ این که ملک روم فیلسوفانی به را به شاه ایران فرستاد و در آن باره موضوعاتی از حکمت سؤال کرد.» همچنین ابن ندیم در همین فصل از نامه‌ای که خسرو (احتمالاً خسرو انوشیروان) به مروزان (مرزبان) نوشته و پاسخ او بدان، نام برده‌است.

### زبور پهلوی
تنها نوشته‌ای که از مسیحیان دوران ساسانی به زبان پهلوی در دست داریم، بخشی از زبور به این زبان است. این اثر که در میان قطعات مکشوفه در تورفان به دست آمده‌است، از زبان سریانی به پهلوی ترجمه شده و مترجم آن از نسطوریان ایرانی بوده‌است. این متن به گونه خاصی از خط پهلوی نگاشته شده و در آن همچون پهلوی کتابی و کتیبه‌ای، هزوارش و املای تاریخی وجود دارد. کتابت این نسخه از قرن هفتم یا اوایل قرن هشتم میلادی (قرن اول و دوم هجری) است؛ ولی قرائن زبانی دلالت بر قدمت بیشتر این ترجمه دارد. برخی از ویژگی‌های دستوری و واژگانی که در این ترجمه دیده می‌شود، با آنچه در کتاب‌های پهلوی زرتشتی می‌بینم، متفاوت است. در زبور پهلوی تعدادی از کلمات سریانی به عنوان واژه‌های قرضی به کار رفته‌است.

## زبان‌های ایرانی شرقی

### سغدی
به زبان سغدی در ایالت قدیم سخن گفته می‌شد که مهم‌ترین شهرهای آن سمرقند و بخارا بوده‌است. علاوه بر این ایالت علاوه بر ایالت سغد، زبان سغدی در نواحی درگیر مانند واحه‌های تورفان در ترکستان شرقی به عنوان زبان مراودات تجاری و فرهنگی و زبان اداری و تألیف و تصنیف رواج داشته‌است. از کتیبه بوگوت در مغولستان، که متعلق به اندک زمانی پس از ۵۸۱ میلادی است، چنین برمی‌آید که زبان سغدی زبان رسمی نخستین امپراتوری ترکان بوده‌است. این زبان نه تنها در سکه‌های حکمران‌های سغد، بلکه در اسناد رسمی و نامه‌ها نیز به کار می‌رفت و در آسیای میانه به عنوان زبان میانجی از قرن ششم تا دهم میلادی (چهارم هجری) معمول بود. با گسترش زبان فارسی در آسیای میانه از حدود قرن چهارم هجری، سغدی به تدریج از اهمیت افتاد. با این همه، به عنوان زبان تکلم تا حمله مغول در قرن هفتم هجری همچنان به حیات خود ادامه داد. بازمانده‌ای از این زبان اکنون در دره رودخانه زرفشان در شمال کوه یغناب (در جمهوری تاجیکستان) متداول است. آثار سغدی را بر حسب موضوع، می‌توان به دو دسته عمده دینی و غیردینی تقسیم کرده.

#### دینی
این آثار متعلق به پیروان ادیان بودایی و مسیحی و مانوی است و همه آن‌ها در اوایل قرن بیستم میلادی در نواحی تورفان و تون هوانگ، در جنوب شرقی تورفان، در ترکستان چین، که پیروان این ادیان در آنجا مستقر شده بودند، به دست آمده‌است.

##### بودایی
اصطلاحات به کار رفته به خوبی نشان می‌دهد که این آثار به‌دست آمده پیشتر از اصل سنسکریت یا چینی به سغدی ترجمه شده‌است و تعیین هویت و تطبیق بسیاری از آن‌ها با اصل، تا کنون انجام گرفته‌است. بسیاری از این آثار به شیوه سوتره‌های هندی نوشته شده‌است و بعضی نیز ترجمه‌های جاتَکَه‌ها (داستان زندگی بودا) و اودانه‌ها (مقوله‌ای از داستان‌های روایی هند) هستند.
از مهم‌ترین آثار سغدی بودایی می‌توان از دو کتاب وسنتره جاتکه (داستان تولد بودا) و سوترای علت و معلول نام برد. رساله‌های دیگر در مجموعه‌های آثار سغدی بودایی به چاپ رسیده‌است. مفصل‌ترین آن‌ها متون سغدی محفوظ در کتابخانه ملی پاریس است. در این مجموعه علاوه بر متون خاص بودایی، متن‌هایی نیز که اختصاصاً جنبه دینی ندارند، مانند متون پزشکی، طلسم باران و بعضی اندرزها و سخنان حکیمانه نیز آمده‌است، قطعه‌ای که از داستان رستم در این مجموعه آمده، از نظر ادبیات فارسی اهمیت ویژه‌ای دارد.

##### مسیحی
نوشته‌های سعدی مسیحی بیشتر در بولاییق در شمال تورفان کشف گردیده‌است. این آثار بیشتر از سُریانی (زبان دینی مسیحی‌های نسطوری آسیای میانه) ترجمه شده‌است و در مواردی، متن سغدی همراه متن سریانی است. در مواردی نیز متن از زبان پارتی و احتمالاً از فارسی میانه مانوی ترجمه شده‌است. متون سغدی مسیحی شامل ترجمه بخش‌هایی از کتاب مقدس (دانیال، متی، لوقا و یوحنا)، اعمال قدیسان (مانند بارشبا و جرجیس/جرج قدیس)، مقاتل یا اعمال شهدای مسیحی (مانند اعمال پیثیون معاصر یزدگرد دوم ساسانی که در آن شرح داده شده‌است که چگونه وی توانسته‌است دختری به نان اناهید و پدرش آدُرهرمزد را که موبد بوده، مسیحی کند و سرانجام هر سه شهید شده‌اند؛ شهدای زمان شاپور دوم)، موعظه‌ها و تفسیرها، مزامیر، مجموعه‌ای از چیستان‌ها و غیره است. آثار سغدی مسیحی به گونه‌ای از خط سریانی سطرنجیلی نوشته شده‌است. مسیحی‌های سغدی‌زبان گاه آثار خود را به خط سغدی نیز نوشته‌اند.

##### مانوی
هیچ متن کاملی به زبان سغدی مانوی بر جای نمانده‌است. آنچه به دست آمده، قطعه‌هایی از متون گوناگون است. از کتاب‌های هفتگانه اصلی مانوی‌ها، تنها قطعاتی از کتاب غولان و قطعه‌های کوتاهی از نامه‌ها در دست است.
مهم‌ترین آثار سغدی مانوی عبارتند از توبه‌نامه‌ها، سرودهای کوچک و بزرگ، سرگذشت دین، تکوین عالم، داستان‌ها و تمثیل‌ها، واژه‌نامه و فهرست لغت‌ها و فهرست نام ملت‌ها و جدول‌های تقویمی و غیره. متون مانوی به خط خاص مانوی‌ها نوشته شده‌است.
علاوه بر این آثار، بعضی جمله‌ها و لغت‌های سغدی نیز در کتاب‌های عربی مانند آثار بیرونی (آثارالباقیه، سیدنه و الجماهر) و فارابی ضبط شده‌است.

#### غیر دینی
آثار غیر دینی سغدی مشتمل بر نوشته‌های روی سکه‌های، اشیاء سیمین، منسوجات، چرم، سفالینه‌ها و سنگ‌های گران‌بها است. قدیمی‌ترین سکه‌های سغدی متعلق به قرن دوم میلادی است و جدیدترین آن‌ها از دوران حکومت غورَک (۷۱۱ تا ۷۳۸ م) فرمانروای سمرقند است که در ناحیه پنجکت (جمهوری تاجیکستان) به دست آمده‌اند.
نامه‌های قدیمی سغدی
این مجموعه، که شامل پنج نامه کل و چند قطعه ناقص است، در یک برج نگهبانی متعلق به دیوار چین در غرب تون-هوانگ به دست آمده و احتمالاً به اوایل قرن چهارم میلادی تعلق دارد. این اسناد، قدیمی‌ترین آثار مفصل سغدی است و علاوه بر اهمیت زبان‌شناسی، از جهت دربرداشتن اشاره‌هایی به حوادث تاریخی و پی بردن به چگونگی نامه‌نویسی نیز مهم به‌شمار می‌رود.
آثار مکشوفه در سند علیا
در کاوش‌های مشترک آلمانی-پاکستانی بین سال‌های ۱۹۷۹ تا ۱۹۸۸ در نواحی میان دهکده شاتیال و شهر چیلاس و در هونزا در دره سند علیا (شمال پاکستان) بیش از ۶۷۰ سنگ‌نوشته کوچک به زبان‌های ایرانی میانه کشف گردید که بیشتر آن‌ها کتیبه‌های سغدی است. این کتیبه‌ها، همه از قرن چهارم میلادی هستند و از نظر دربرداشتن نام‌های خاص، مهم به‌شمار می‌روند.
کتیبه بوگوت
این کتیبه، در سال ۱۹۵۶ در غرب بوگوت در مغولستان کشف گردید، بر سه طرف سنگ مزار قائمی نگاشته شده و جمعاً دارای ۲۹ سطر است و در طرف چهارم سنگ کتیبه‌ای به سنسکریت (به خط براهمی) نگاشته شده‌است. این کتیبه مربوط به کوتاه زمانی س از ۵۸۱ میلادی است و از جهت برداشتن اطلاعاتی دربارهٔ تاریخ فرمانروایی ترک‌ها، دارای اهمیت است.
کتیبه افراسیاب
در سال ۱۹۶۵، در خرابه‌های افراسیاب در شمال سمرقند کنونی (جمهوری ازبکستان) به همراه نقش و نگاره‌های روی دیوار حدود ۱۰ کتبه سغدی کشف گردید. کتیبه‌ها در شرح نقوش روی دیوارها است. بر یکی از دیوارها یک کتیبه ۱۶ سطری وجود دارد که در آن شرح بار یافتن فرستاده چغانیان به حضور فرمانروای سمرقند به نام وَرهومن آمده‌است و پس از آن سخن از فرستاده چاچی است، این کتیبه‌ها متعلق به اواخر قرن هفتم و اوایل قرن هشتم میلادی است.
کتیبه‌های پنجکنت
کتیبه‌های کوچکی در پنجکت (تاجیکستان) بر روی ظروف سفالین، استخوان و ظروف سنگی به دست آمده‌است که به اواخر قرن هفتم و اوایل قرن هشتم تعلق دارند. از میان این آثار، یک قطعه سفال نوشته شش سطری از اهمیت بیشتری برخوردار است. این نوشته مشتمل بر فهرست الفبای سغدی، نام کاتب آن (درواسپ) و حاکمی که دستور تهیه آن را داده‌است (کوَی‌فَرن)، است.
کتیبه‌هایی که بر روی چوب متعلق به قصر هُجره در شمال اُسروشنه (تاجیکستان) به دست است، نیز متعلق به اواخر قرن هشتم میلادی است.
آثار کوه مُغ
در ۱۹۳۲ در خرابه نمای دژی در کوه مغ در شمال تاجیکستان ۷۴ فقره سند متعلق به بایگانی دیواشتیج، آخرین فرمانروای سغد به دست آمد. وی به دنبال حمله اعراب به قلمرو فرمانروایی خود، به آن دژ کوهستانی پناهنده شده بود. این اسناد، که روی چرم و کاغذ و پوست نوشته شده، مشتمل بر نامه‌های اداری، اسناد مالی، یادداشت‌ها و دستورهای اداری و یک قباله ازدواج است.
این آثار از نظر پی بردن به شرایط و اقتصادی ناحیه سغد در اوایل هشتم میلادی اهمیت بسیار دارد. همچنین نامه‌های به دست آمده ما را با طرز نامه نگاری آن زمان آشنا می‌کند. علاوه بر این، این اسناد از جهت دربرداشتن نام‌های خاص و القاب و نیز اعلام جغرافیایی حائز اهمیت است. در میان این اسناد، یک قطعه نیز به زبان و خط عربی است.
کتیبه لادَک
کتیبه‌ای کوتاه در ۹ سطر در لادَک در تَبَت، جنوب غربی جامو-کشمیر، در دست است که احتمالاً متعلق به ۸۴۱–۸۴۲ میادی است و باید آن را از نوع کتیبه‌های یادبودی به‌شمار آورند. در این کتیبه آمده‌است که مردی سمرقندی به نام نوش‌فَرن که به عنوان فرستاده راهی دربار خاقان ثبت است، به ناحیه لادک رسیده‌است. کتیبه با ذکر سال (۲۱۰ احتمالاً یزگردی) شروع می‌شود.
کتیبه قره‌بلگسون
این کتیبه سه زبانه (سغدی، چینی و ایغوری) در قره‌بلگسون، پایتخت تابستانی شاهان اویغوری در ساحل رودخانه ارخون در مغولستان به دست آمده و متعلق به تاریخی بین ۸۰۸ تا ۸۲۱ میلادی است. این کتیبه را خاقان اویغور به مناسبت گرویدن به مانویت برپا داشته‌است.
کتیبه‌های قرقیزستان
کتیبه‌هایی در جمهوری قرقیزستان که بر روی صخره با سنگ به دستور فرمانروایان ترک قره‌خانی نگاشته شده به دست آمده‌است و باید آن‌ها را از نوع کتیبه‌های یادبودی به‌شمار آورد. بعضی از آن‌ها با ذکر تاریخ (به احتمال قوی یزدگردی) شروع می‌شود، این کتیبه‌ها از قرن ۹ تا ۱۱ میلادی هستند.

### سکایی
آثاری به زبان سکایی در اواخر قرن نوزدهم و اوایل قرن بیستم در تُمشُق نزدیک مارال باشی واقع در شمال شرقی کاشغر و در ختن، در جنوب شرقی همان شهر بدست آمده‌است. همه این آثار متعلق به بودایی‌ها است و حتی آثار غیردینی سکایی نیز رنگ و صبغه بودایی دارد. آثار غیر دینی بخشی شامل نامه‌های خصوصی و بخشی شامل مکاتبات دیوانی ختن است. آثار سکایی را به دو دسته سکایی ختنی (یا ختنی مطلق) و سکایی تمشُق تقسیم می‌کنند. آثار تمشقی از نظر زبانی کهنه تر هستند.
تقریباً همه آثار بودایی از سنسکریت ترجمه شده‌اند که فقط اصل بعضی از آن‌ها در دست است و اصل بسیاری از این آثار را از روی ترجمه‌های تبتی و چینی موجود، که اصل سنسکریت آن‌ها از میان رفته‌است، می‌توان بازشناخت. ترجمه‌ها گاه تحت اللفظی و گاه نسبتاً آزاد است. متون سکایی شامل مطالب مربوط به اصول عقاید، تمثیل‌ها و روایت‌ها، اقرارنامه‌ها و توبه نامه، رساله‌های طبی، یک متن کوچک جغرافیایی، واژه‌نامه‌های چینی-ختنی و یک واژه‌نامه ترکی ختنی است. مفصل‌ترین متن ختنی کتاب زَمبستا به شعر است. داستان هندی رامه و همسرش سیتا، منظومه‌ای حماسی است که از آن تفسیر بودایی شده‌است. در میان اشعار ختنی، نمونه‌هایی از اشعار غنایی و مدیحه نیز وجود دارد. نسخه‌های موجود ختنی در تاریخی میان ۷۰۰ تا ۱۰۰۰ میلادی به خط براهمی (مقتبس از سنسکریت) نوشته شده‌است.

### بلخی
قدیمی‌ترین اثر از زبان بلخی متعلق به قرن دوم میلادی است و آن کتیبه‌ای است در ۲۵ سطر که در مدخل معبدی در سُرخ کُتَل در جنوب شرقی تِغلان به دست آمده‌است. کتیبه‌های کوچک‌تری نیز در این ناحیه کشف گردیده‌است. کتیبه‌های کوچکتری نیز از افغانستان و ازبکستان در دست است. این آثار به خط یونانی نوشته شده‌است. علاوه بر این کتیبه‌ها، ۸ قطعه دست نوشته نیز به خط یونانی-بلخی در ترکستان چین به دست آمده‌است و به نظر می‌رسد متعلق به بودایی‌ها بوده‌است. قطعه‌ای نیز به زبان بلخی و به خط مانوی در دست است.

## لاتین
1. ↑  Bugut
2. ↑  Lingua franca
3. ↑  Sutra
4. ↑  Jātaka
5. ↑  Avadāna
6. ↑  Shatial
7. ↑  Chilas
8. ↑  Hanza
9. ↑  Varhuman
10. ↑  Druvāsp
11. ↑  Kavifarn
12. ↑  Ladakh
13. ↑  Nōšfarn
14. ↑  Karabalhasun
15. ↑  Orkhon
16. ↑  Tumshuq
17. ↑  Maralbashi